# Barbro Lindgren
Barbro Enskog, conocida como Barbro Lindgren, (Bromma, 18 de marzo de 1937) es una escritora e ilustradora sueca de libros para niños, jóvenes y adultos. Desde 1965 escribió más de cien obras para diversas categorías de edad, incluidas colecciones de poemas, libros ilustrados, novelas, relatos juveniles y obras de teatro para jóvenes, que fueron traducidos a unos 30 idiomas, incluido el español. Su trabajo es apreciado por la crítica especialmente por el enfoque innovador de la autora. Obtuvo el prestigioso Premio Memorial Astrid Lindgren (ALMA) en 2014.

## Biografía
Barbro Enskog nació en Bromma, Estocolmo el 18 de marzo de 1937. Cursó estudios de arte en Estocolmo y se graduó de la Universidad de Arte, Artesanía y Diseño (Konstfack) en 1958, prosiguió sus estudios en la Real Academia Sueca de las Artes en 1959.
Se casó con el artista y escenógrafo Bo Lindgren (1935-1991). Es la madre de los músicos Mathias y Andreas Lindgren, que crearon el grupo musical "Bröderna Lindgren".
Vive en Glömminge, en la isla de Öland.

## Trayectoria literaria
El estilo de Lindgren ejerció una gran influencia en la literatura infantil sueca. Situada entre el realismo y el surrealismo, sus obras son divertidas e imaginativas, y sus libros para niños tratan temas importantes, que deben ser considerados en serio, y tratados por los niños. Fue muchas veces innovadora y original en los personajes y temas de sus obras.
Escribió principalmente libros para niños y jóvenes, pero también libros para adultos y literatura para todas las edades, sus lectores son de diferentes edades.
Comenzó a publicar sus obras desde 1965 con el libro Mattias sommar (El verano de Mattias). Ella misma ilustra algunos de sus libros, pero desde la década de 1980 también ha trabajado en colaboración con otros ilustradores, como Eva Eriksson. Desde 1965, publicó alrededor de un centenar de títulos y ha sido traducida a unos 30 idiomas, entre ellos, el español.
Junto con Marianne Eriksson crearon la editorial Bröderna Lindgren dedicada a la publicación de libros infantiles.

### Libros para niños
Su obra es ejemplo de la literatura de todas las edades en Suecia durante las décadas de 1960 y 1970.
Entre los libros de referencia de la autora se encuentran los más famosos La historia de un pequeño hombrecito, La madre y el bebé salvaje, y la serie de los libros sobre Max.
El mayor éxito de Lindgren fue una serie de libros sobre el pequeño Max, que comenzaron a publicarse en 1981. Estos libros fueron ilustrados por Eva Eriksson y se consideran excepcionales, especialmente por su humor simple y comprensible, su visión del mundo a través de los ojos de un niño y la experiencia de grandes dramas en un mundo de niños pequeños. Después de ocho libros, Barbro Lindgren quiso terminar la serie, así que en 1991 publicó un libro llamado Titta Max grav!, en el que Max crece, se casa y finalmente muere. Sin embargo, tres años después, resucitó a Max nuevamente al publicar dos libros más en su nombre.
Una gran ruptura de estilo se produjo en los libros para los más pequeños en 1981, cuando la escritora Barbro Lindgren y la ilustradora Eva Eriksson publicaron sus tres primeros libros de Max. Allí Lindgren limita al mínimo el texto y lo sitúa al nivel de un niño pequeño.
Para los niños un poco mayores, los libros sobre Loranga (Loranga, Mazarino y D'Artangnan y Loranga, Loranga) son relatos del género absurdo que están dirigidos por extraños personajes que, según Lindgren, tienen de modelos a sus propios familiares.
En la década de 1970, también publicó dos trilogías de libros autobiográficos, la primera de las cuales consta de tres novelas escritas en forma de diario biográficos que describen la adolescencia de la autora de los 10 a los 15 años donde reflexiona sobre el amor y las grandes cuestiones existenciales. Jättehemligt  —Secretísimo—, Världshemligt y Bladen brinner fueron publicadas entre 1971 y 1973. La segunda trilogía se centra en el personaje de una niña llamada Sparvel, con quien el lector se encuentra por primera vez a los 4 años, transcurre por cuatro años hasta el comienzo escolar, con diferentes miedos: guerra, pobreza, oscuridad y, especialmente, a la muerte (Lilla Sparvel, Bara Sparvel, Stora Sparvel) publicados en 1976 y 1977 con ilustraciones de los hijos de Lindgren.
Sus libros siempre hablan directamente a los niños, la capacidad de la autora permite sentir empatía y empatiza con los pensamientos y acciones de los niños. En el espíritu original, describe la alegría, la tristeza, pero también se ocupa de problemas graves. Su estilo aparentemente simple puede representar fielmente una atmósfera y emoción que es familiar y comprensible para todos los lectores, independientemente de su edad. Siempre confía en sus obras para que los lectores puedan ver lo que hay debajo de la superficie.

### Libros para adultos y literatura para todas las edades
Lindgren ha escrito principalmente libros para niños y jóvenes, pero también ha publicado una docena de libros para adultos.
A principios de la década de 1970 escribió tres novelas poéticas sobre la gente de la periferia en Felipe (1970), Eldvin (1972) y Molnens bröder (Los hermanos de las nubes, 1975), las tres dirigidas más al público adulto.
Pionera en su trabajo también ha escrito un libro de imágenes para adultos Titta Max grav! (¡Mira la tumba de Max!), en 1991 apareció «el primer Max para adultos» de la historia de Max, de los sencillos libros de referencia para niños, se representa aquí desde la infancia hasta la edad adulta y cómo finalmente muere y es enterrado.
Desde 2009 publicó una serie de libros con un atractivo para adultos en los que alterna observaciones de paseos por la granja en Glömminge en Öland con reflexiones sobre sus estudios de filósofos clásicos o conversaciones con amigos.
La primera colección de poemas para adultos apareció en 1967 y continuó con la creación de poemas para niños y adultos, un volumen de colección Barbro Lindgren Poems 1974-2004 se publicaron en 2014.
Además de obras literarias, Barbro Lindgren también escribió letras de canciones: ha creado las letras del álbum de música infantil de Jojje Wadenius "Goda 'Goda'". Varias de sus obras también han sido dramatizadas para el teatro, el radioteatro y la ópera. En 1975 publicó Barbros pjäser för barn och andra (Las obras de Barbro para niños y otros), algunas de las cuales han sido adaptadas para el cine. También ha escrito guiones originales para películas en televisión, piezas de teatro y guiones cinematográficos. El personaje principal la mayoría de las veces es la misma autora en edades diferentes.
Su libro Eldvin también ha sido dramatizado, y la producción basada en él fue reconocida en 1991. Molnens bröder se representó en 1989 como el mejor juego de niños en Suecia en radioteatro.
Los tres libros sobre Benny: ¡Benny ha tenido suficiente! (Nämen Benny, 1998), Benito y el chupón (Jamen Benny, 2001) y Oink, Oink Benito (Nöff, nöff Benny, 2007) también están disponibles en formato de cortometraje dirigido por Pelle Ferner, donde las ilustraciones de Olof Landström de los libros cobran vida y la propia Lindgren proporciona fielmente la voz del narrador.

## Obras
| - 1965 – Mattias sommar - 1966 – Mera om Mattias - 1967 – Hej hej Mattias - 1967 – Genom ventilerna - 1968 – I Västan Grind - 1969 – Loranga, Masarin och Dartanjang - 1970 – Felipe - 1970 – Loranga. Loranga - 1970 – Nu har Kalle fått en lillasyster - 1971 – Goda’ goda’ - 1971 – Nu är vi gorillor låssas vi - 1971 – Jättehemligt - 1972 – Världshemligt - 1972 – Alban - 1972 – Eldvin - 1973 – Bladen brinner - 1974 – Gröngölingen är på väg - 1975 – Molnens bröder - 1975 – Barbros pjäser för barn och andra - 1976 – Rapport från marken - 1976 – Lilla sparvel - 1976 – Vad tycker du? - 1977 – Stora sparvel - 1978 – Garderobsbio - 1978 – Hemliga lådans hemligheter - 1978 – Kom ner från trädet - 1978 – Världens längsta korv - 1978 – Var är mina byxor - 1978 – Jag har en tam myra - 1979 – Bara Sparvel - 1979 – Det riktiga havet - 1979 – Sagan om den lilla farbrorn - 1980 – Nils Pantaloni Penell - 1980 – Mamman och den vilda bebin (con Eva Eriksson) - 1981 – Max nalle (con Eva Eriksson) - 1981 – Max bil (con Eva Eriksson) - 1981 – Max kaka (con Eva Eriksson) - 1982 – Pompe badar i en å - 1982 – Pompe går i skogen (con Eva Eriksson) - 1982 – En liten cyklist - 1982 – Max lampa (con Eva Eriksson) - 1982 – Max balja (con Eva Eriksson) | - 1982 – Max boll (con Eva Eriksson) - 1982 – Den vilda bebiresan (con Eva Eriksson) - 1983 – Pompe tar en promenad - 1983 – OBS! Viktigt - 1985 – Sakta, sakta...men ändå framåt - 1985 – Sagan om Karlknut - 1985 – Hunden med rocken - 1985 – Vilda bebin får en hund (con Eva Eriksson) - 1986 – Vitkind - 1986 – Max potta (con Eva Eriksson) - 1986 – Max dockvagn (con Eva Eriksson) - 1987 – Vems lilla mössa flyger? - 1987 – Pellerell - 1988 – Nu är du mitt barn - 1988 – Hemligheter - 1989 – Sunkan flyger (con Olof Landström) - 1990 – Korken flyger - 1990 – Stackars Allan - 1991 – Titta Max grav! (con Eva Eriksson) - 1991 – Pojken och stjärnan (con Anna-Clara Tidholm) - 1992 – Bra Börje - 1992 – Boken om Sparvel - 1992 – Restaurangen är stängd - 1992 – Stora syster, Lille bror - 1993 – Jag säger bara Elitchoklad - 1993 – Puss puss sant sant - 1994 – Max blöja (con Eva Eriksson) - 1994 – Max napp (con Eva Eriksson) - 1994 – Här är det lilla huset - 1995 – Svempa vill ha många nappar - 1995 – Lilla lokomotivet Rosa - 1995 – Kungsholmen ros - 1996 – Rosa flyttar till stan - 1997 – Nu är vi jobbarkaniner - 1997 – Andrejs längtan - 1997 – Mössan och korken flyger | - 1997 – Rosa på bal - 1997 – Nu är vi gorillor låssas vi - 1998 – Per och Pompe - 1998 – Nämen Benny - 1999 – Prinsessan Rosa - 1999 – Rosa på dagis - 2000 – Vi leker att du är en humla - 2000 – Ängeln Gunnar dimper ner - 2001 – Jamen Benny - 2004 – Boken om Benny - 2005 – I min farmors hus - 2006 – VLMF - 2007 – Det är roligt att veta bäst - 2007 – Nöff nöff Benny - 2007 – Rosa, prinsessan av Fäholmarna - 2009 – Om sorgen och den lilla glädjen (con Magnus Bard) - 2009 – Dollans dagis (con Eva Eriksson) - 2010 – Sagan om den lilla farbrorn (con Eva Eriksson) - 2010 – Dagbok från hönshuset (con Kristina Digman) - 2010 – Att älska ett djur hade länge varit min dröm - 2010 – Apans ABC (con Olof Landström) - 2011 – Nämen Benny - 2011 – Ingenting hände, två gånger (con Katarina Olausson Säll) - 2012 – Även en ihålig nöt vill bli knäckt - 2013 – Vi leker att vi är pippifåglar (con Camilla Engman) - 2013 – Titta Max grav (con Eva Eriksson) - 2013 – Stora syster, Lille bror (con Eva Eriksson) - 2013 – Ett nollsummespel - 2013 – Här är den lilla gården (con Eva Eriksson) - 2014 – Nu leker vi den fula ankungen (con Eva Lindström) - 2014 – Dikter i urval 1974–2004 - 2017 – Knuttes hus (con Emma Adbåge) - 2017 – Titta Hamlet med (con Anna Höglund) - 2019 – Du ber mig beskriva en flod - 2019 – Är detta verkligen stjärnor |

## Publicaciones en español
Un listado no exhaustivo de las obras traducidas al español:
- Ahora jugamos a que somos monos
- Mira Hamlet
- Loranga Loranga
- Loranga, Mazarino y D'Artagnan
- Max y el coche
- Max y la lámpara
- Max y la pelota
- Max y el pastelito
- Max y el osito
- Max y la bañera
- La mamá y el bebé salvaje
- Secretísimo
- Benito y el chupón
- Oink, oink Benito

## Premios y reconocimientos
En 1973, al comienzo de su carrera ganó el premio sueco Astrid Lindgren de 1973, la ilustradora Eva Eriksson obtuvo el premio en 2001.
Además, ha recibido muchos otros premios y reconocimientos literarios, y dos premios de la música sueca, el Grammis: en 1970 por "Goda 'Goda" y en 1991 por mejor álbum infantil "Lilla ungen min". Entre otros reconocimientos, Lindgren fue premiada por su contribución a la cultura sueca en 2009 con la medalla real Illis Quorum.
En 2004, fue nombrada finalista del premio Hans Christian Andersen, importante galardón internacional otorgado por el IBBY,(Organización Internacional para el Libro Juvenil).
En 2014 fue galardonada con el prestigioso premio del ámbito de la literatura infantil y juvenil, el Premio Memorial Astrid Lindgren (Premio ALMA). El premio está dotado de 5 millones de coronas (más de 500.000 euros) y fue la primera vez que se otorgó a un autor sueco.
Los jurados coincidieron en que su principal aporte radica en:

Barbro Lindgren es una innovadora en el ámbito de la literatura. Con su audacia lingüística y su riqueza de matices psicológicos ha renovado no solo el libro ilustrado dirigido a los más pequeños sino también el relato del absurdo en prosa, la poesía infantil de carácter existencial y la descripción realista de la juventud. La autora plasma con una extraordinaria sensibilidad tanto momentos dulces de felicidad y divertidas ocurrencias como el misterio de la vida y la cercanía de la muerte.

Los relatos de Barbro Lindgren son con frecuencia humorísticos y siempre se presentan en un tono cálido y muy particular que apela directamente al niño, ya se trate de divertidas travesuras o de serias reflexiones. La autora posee una capacidad única para rememorar y transmitir sus sensaciones de la infancia y, con un estilo en apariencia sencillo, reproduce estados de ánimo y emociones en la que todo el mundo, sin importar la edad, puede reconocerse.

- 1967 - Litteraturfrämjandet, beca de promoción de la literatura 1967
- 1970 - Premio Grammis (de música sueca) por el álbum de música infantil Goda Goda
- 1971 - Litteraturfrämjandet, beca de promoción de la literatura 1971
- 1973 - Expressens Heffaklump, premio de cultura juvenil
- 1973 - Premio Astrid Lindgren, premio de literatura infantojuvenil para autores suecos
- 1976 - Litteraturpris de Tidningen Vi, premio literario para escritores de ficción suecos
- 1977 - Placa de Nils Holgersson, premio de la Asociación Sueca de Bibliotecas
- 1985 - Bernspriset, premio del PEN sueco
- 1989 - Placa del libro infantil BMF, premio de la Asoc. de Vendedores de Libros (junto con Olof Landström)
- 1991 - Grammis, para el álbum infantil del año, Lilla ungen min
- 1991 - Litteraturfrämjandets stora pris, el Gran Premio de Promoción de la Literatura
- 2002 - Premio Schullströmska de literatura infantil y juvenil de la Academia sueca
- 2003 - Beca mundial de Astrid Lindgren
- 2003 - Premio de poesía Gustaf Fröding Society
- 2004 - Beca Evert Taube
- 2004 - Premio Sociedad De Nios Astrid Lindgren
- 2007 - Premio Selma Lagerlöf
- 2009 - Medalla Illis quórum en oro de la octava talla (GMiq8)
- 2014 - Premio Memorial Astrid Lindgren (ALMA), entre otras cosas por ser “una innovadora literaria”
- 2015 - Premio Bellman, premio de la Academia sueca para un poeta sueco
- 2016 - Premio Albert Engström
- 2018 - Premio nazionale Nati per Leggere, Feria internacional del libro de Turín
- 2020 - Medalla del rey (Oro, tamaño 12-Kon: sGM12) por sus destacadas contribuciones como escritora